# Hilda Flavia Nakabuye
Hilda Flavia Nakabuye (15 april 1997) is een Oegandees klimaatactiviste die de beweging Fridays for Future Uganda heeft opgericht. Ze pleit ook voor meer gendergelijkheid en raciale diversiteit in de klimaatveranderingsbeweging. Een van haar zorgen voor het milieu is het redden van het Victoriameer dat Oeganda met de buurlanden verbindt. Als onderdeel van haar activisme bezoekt Nakabuye scholen en gemeenschappen om meer vrouwen in staat te stellen deel te nemen aan de strijd tegen klimaatverandering, waarbij ze stelt dat "de klimaatcrisis geen grenzen kent". Ze richtte ook het online platform Climate Striker Diaries op om digitaal bewustzijn over klimaatverandering te stimuleren.

## Biografie
Nakabye studeerde aan de Kampala International University en behaalde een bachelor in supply chain management.

## Activisme
Nakabuye protesteert sinds 2017 in Kampala, de hoofdstad van Oeganda, nadat ze een klimaatdialoog door de Green Climate Campaign Africa (GCCA) aan de Universiteit van Kampala had bijgewoond. Het was deze gebeurtenis die haar deed beseffen dat klimaatverandering de oorzaak was van het slechte weer dat de boerderij van haar grootmoeder had verwoest. Ze begon vrijwilligerswerk te doen bij de GCCA als groene campagnevoerder, maar voelde al snel de behoefte aan een sterkere beweging om effectieve verandering teweeg te brengen.
Nakabuye richtte in 2020 de Fridays for Future Uganda-beweging op en samen met haar mede-klimaatactivisten zet ze zich in voor het mobiliseren van een sterke jeugdbeweging om dringende actie tegen de klimaatcrisis te eisen. De Fridays for Future-beweging in Oeganda is anno 2022 de grootste jeugdbeweging van Oost-Afrika met meer dan 50.000 jongeren verspreid over 52 scholen en vijf universiteiten, met eveneens leden in Sierra Leone, Angola, Gabon, Nigeria en Kenia.
Nakabuye sprak zich uit over het gebrek aan diversiteit in de klimaatveranderingsbeweging en stelt dat "het debat over klimaatverandering niet alleen voor blanken is." Ze bekritiseerde de media nadat Vanessa Nakate, een andere Oegandese klimaatactiviste, uit een foto geknipt werd op het World Economic Forum in Davos in januari 2020. Ze hekelde deze daad als een vorm van "milieuracisme en discriminatie", aangezien door het weghalen van Nakate een beeld met alleen blanke activisten ontstond, onder wie de 17-jarige Greta Thunberg.
Nakabuye's klimaatactivisme kreeg internationale aandacht in verschillende nieuwsuitzendingen, waaronder BBC News, VOX en Time, als een van de prominente jonge vrouwen in staking voor klimaatverandering. Op 11 oktober 2019 werd ze uitgenodigd om een toespraak te houden op de C40 Mayors-top in Kopenhagen, Denemarken, om dringende actie te eisen van de leiders van 's werelds grootste steden.
In december 2020 maakte Nakabuye deel uit van een wereldwijde groep van negen vrouwelijke en non-binaire activisten die een brief aan de wereldleiders publiceerden op Thomson Reuters Foundation News, getiteld "As the Paris Agreement on Climate Change marks five years, urgent action on climate threats is needed now" ("Aangezien het Akkoord van Parijs over klimaatverandering al vijf jaar oud is, zijn er nu dringende acties nodig op het gebied van bedreigingen voor het klimaat"). De internationale groep omvatte ook Mitzi Jonelle Tan (Filipijnen), Belyndar Rikimani (Salomonseilanden), Leonie Bremer (Duitsland), Laura Veronica Muñoz (Colombia), Fatou Jeng (Gambia), Disha Ravi (India), Saoi O'Connor (Ierland) en Sofía Hernández Salazar (Costa Rica).
In november 2022 was ze ook aanwezig op COP27 in Egypte.